# クライノー

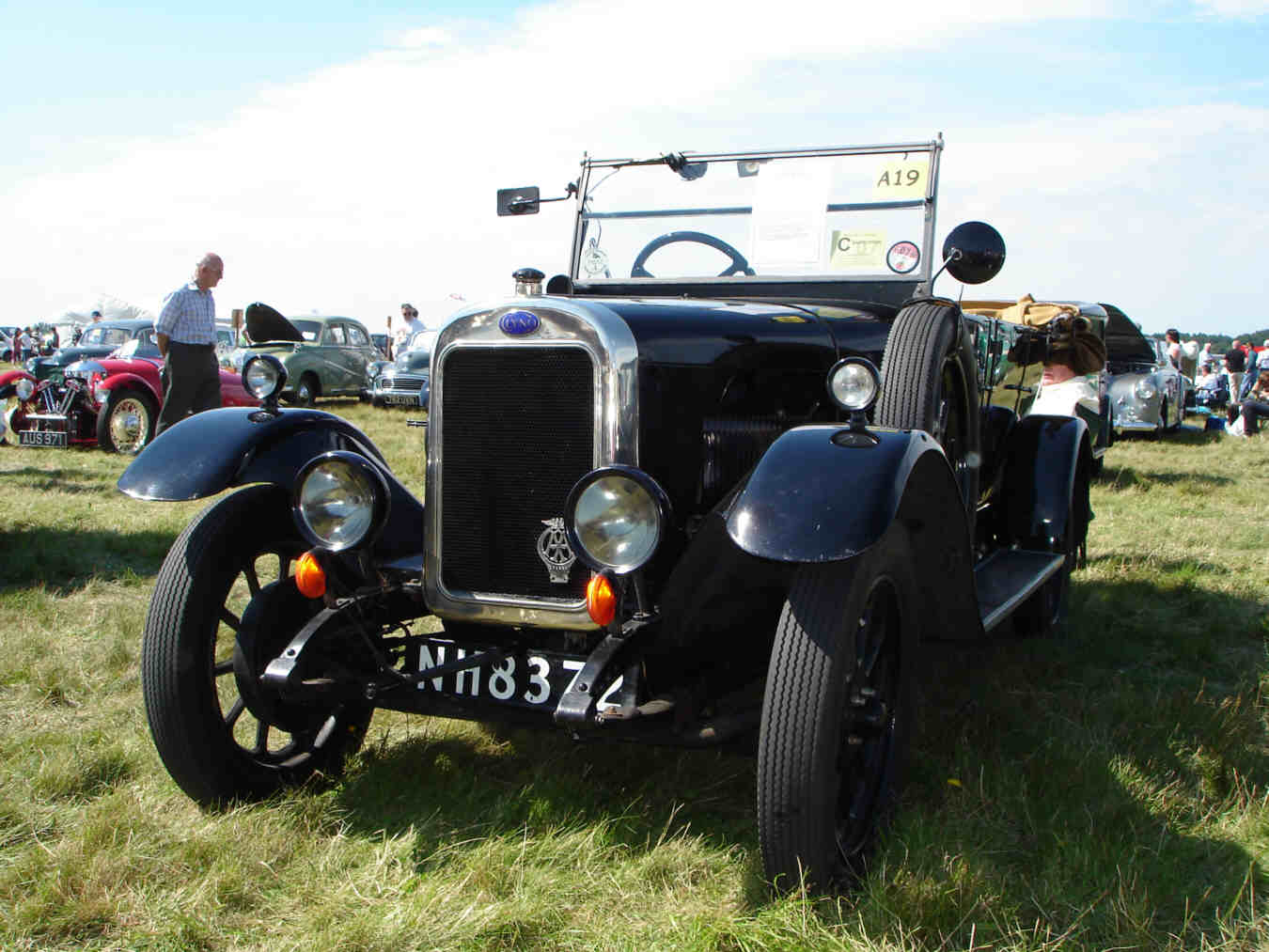
1927年式クライノー・12 hp

クライノー・エンジニアリング・カンパニー（Clyno Engineering Company）、後にはクライノー・エンジニアリング・カンパニー (1922) Ltdは、1909年から1910年までスラスプトンで、1910年から1929年までウルヴァーハンプトンで経営されたオートバイおよび自動車製造会社であった。この間に、クライノー社は1万5千台超のオートバイと3万6千台から4万台の自動車を生産し、ある時点でイギリスで3番目の規模の自動車製造会社となった。

## 歴史

### 創業
クライノー社は1909年にフランク・スミスとエイルウィン・スミスの従兄弟によって設立された。社名は「inclined pully（傾斜滑車）」と呼ばれていたベルト駆動機械（まず「clined」と、後にClynoと短縮された）のために設計されたプーリー（滑車）から取られた。従兄弟の最初の作業場は地元であるノーサンプトンシャー州スラスプトンにあった。
1910年に、ウルヴァーハンプトンにある工場を購入する機会が持ち上がった。工場は以前クライノーにエンジンを供給していたスイーブンズ・ブラザーズのものであったが、1910年に任意整理手続きに入り、売却先を探していた。クライノーによる工場購入は1910年10月15日に完了し、社はスラスプトンからウルヴァーハンプトンへ移転した。クライノーはオリンピアで開かれた1910年オートバイ見本市に初めて出品し、調節可能なプーリーとテレスコピックスタンドを備えるオートバイを展示した。
クライノーは参加可能な全てのトライアルへの参加を続け、以前は登坂できないと考えられていた坂を登ってみせることで注目を集めた。この注目から、1912年には製造能力を超える注文を受けることになった。同年、使われていないハンバー社の自転車工場（最初の工場からPelham通りの反対側にあった）を買収した。
クライノー社の成功は諸刃の剣のようなものであった。トライアルで走行を行うことの絶えまない圧力は絶え間ない開発を必要とし、会社は資金繰りに行き詰まった。会社は手頃な価格のオートバイを生産する必要があることを決断し、初めて路上走行可能な状態で販売されたオートバイの1つである250 ccオートバイを1913年に発売した。1913年オートバイ見本市に出品した同モデルは大きな成功を収めた。

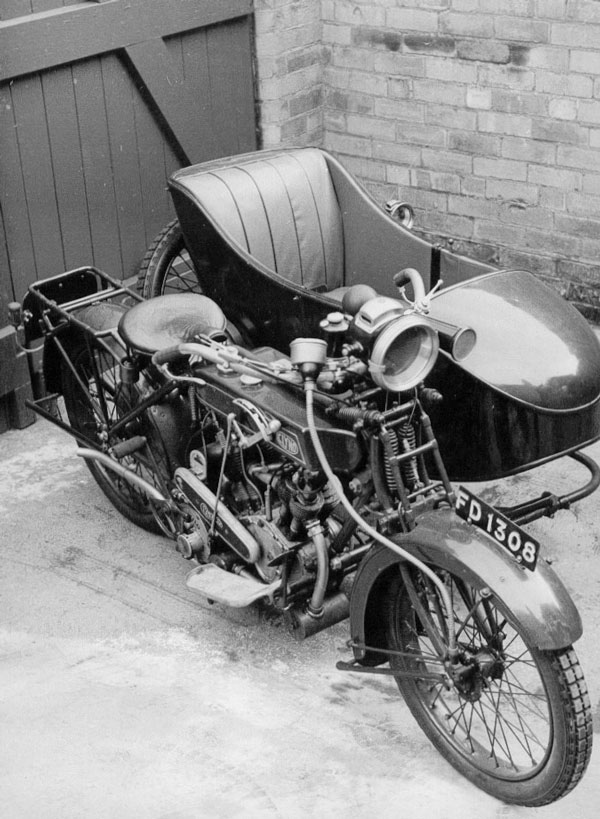
クライノーの側車付二輪

### 第一次世界大戦
多くのメーカーと同様に、第二次世界大戦はクライノーにとって繁栄の時代であった。ヴィッカースと共に、クライノーはマシンガン取り付け具付きのオートバイを作り出し、大量に生産した。イギリス軍自動車機関銃部隊（MMGS）向けの側車付きオートバイ用標準装備一式の納入業者として競合相手の中からクライノーが1915年に選ばれた。この決定はウィンストン・チャーチルによるものであったと言われている。1918年の休戦時、イギリス軍は1,792台のクライノー製オートバイ（本土1,150台。海外642台、そのうちフランスに478台）を保有していた。クライノーはロシアの戦争委員会とも、イギリス軍との取り引きに加えて、ロシア軍に製品を納入する契約を交わした。
1916年、フランクとエイルウィンとの関係が緊迫し、エイルウィンは6月に会社を離れた。クライノーは、可動性の機関銃設備、弾薬車を提供し、ABC・ドラゴンフライ航空エンジンを製造するなど戦争遂行を提供し続けた。最高速度80 km/hの新型オートバイ「Spring 8」も設計したものの、生産開始は2年後だった。
戦後、オートバイ産業は崩壊し、クライノーの工場長ヘンリー・メドウズは会社を離れ、自分の会社を作った。軍に必要とされなくなった大量の安物オートバイは売られ、クライノー車の価格を低下させることになった。新型モデルを生産するための材料も不足しており、戦時中に納入したオートバイをロシアが支払えなかったことも合わさり、財政的支援が取り消されてしまった。1920年、クライノー・エンジニアリング・カンパニーは清算手続きに入った。

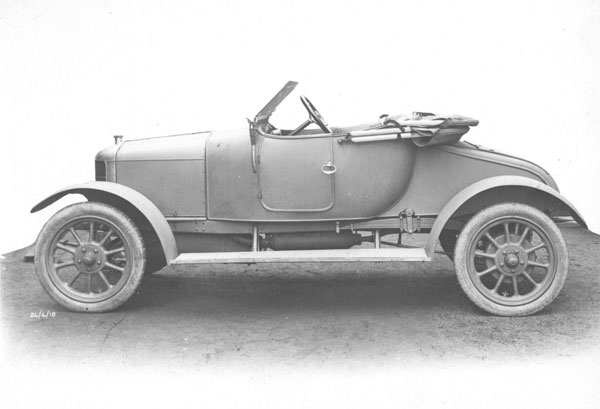
クライノーの試作車

### 再生と自動車事業
1922年、フランク・スミスはクライノー・エンジニアリング・カンパニー (1922) Ltdという名称で会社を復活させることを決定した。フランクが最高経営責任者、父のウィリアムが会長となった。フランクは自動車生産へより注力することを決めたが、オートバイ生産も自動車生産と平行して1923年まで継続した。会社はトライアル参加の方針を続け、1923年のロンドン–エディンバラ・トライアルでは2つの金メダルを獲得した。

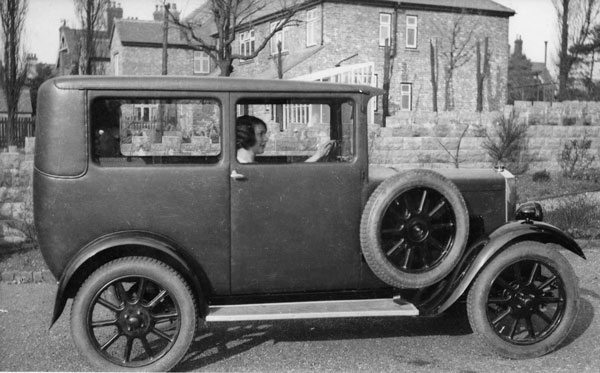
クライノー車の布製ボディ（1920年）。

クライノー初の自動車は1922年のモーターショーで初披露された。クライノー社の主力であり続けたAG Booth設計の「10.8」は、1368 cc 4気筒サイドバルブコヴェントリー・クライマックスF型エンジンとCox Atmosキャブレター、3速ギアボックスを搭載し、250ポンドで販売された。当初は差動装置（ディファレンシャル）が無かったが、ほどなくして追加された。1926年から四輪ブレーキが標準化された。クライノー車はその信頼性と経済性で名高かった。スポーツ版や豪華ロイヤルモデルを含むおよそ3万5千台が作られたと考えられている。
わずかに大きなモデルの13（後には12/28; ホイールベースは同じ8フィート9インチのまま）はクライノーの自社製エンジン（内径69 mm、行程100 mm; 10.8よりも内径は3 mm大きい）を使って、1924年に導入された。これはおよそ8千台が作られた。
会社は競合他社よりも安い価格を提供することを決め、うなぎ上りの売上高の見返りを得た。1923年と1924年の間に、「Weymann」サルーンや「Royal 2」ツアラーといった人気モデルを発売し、売上は770%増加した。1925年10月、13 hp車を発売し、再び人気モデルとなった。クライノーは大幅な値下げを続け、1924年と1925年の間に売り上げは260%となり、1925年と1926年の間には210%まで増加した。1926年の最盛期には週に350台を生産し、需要を満たすために労働者は昼夜を問わず働いた。
1926年の終わりに、クライノーはわずか199.20ポンドで販売されるCowleyサルーンを発表した。この時点で、クライノーは（オースチンとモーリスに次いで）イギリスで3番目に大きな自動車製造会社であり、ブッシュベリーに新工場を開き、2つの新モデルを導入することで事業を拡大することを決断した。12/35のエンジンは内径69.5 mmとなり、排気量は1593 ccに拡大した。これはおそらくより重い車体の要求に応じるためであったが、これらのシャシーのほんどは布製ボディを支えていたようにみえる。

### クライノーの自動車モデル
| 車種                       | エンジン                                  | おおよその生産台数 | 年        | 価格                                                          | 注記 |
| -------------------------- | ----------------------------------------- | ------------------ | --------- | ------------------------------------------------------------- | --- |
| Clyno 10.8、11、および11.9 | 1368 ccコヴェントリーF型4気筒サイドバルブ | 約35,000台         | 1922-28年 | GBP 152 (1928) Tourer                                         | 円錐クラッチ、3速ギアボックス。四輪ブレーキオプションが1925年に導入された。初期の車はディファレンシャルを持たない。 |
| Clyno 12、13、および12/28  | 1496 cc 4気筒サイドバルブ                 | 8,000台            | 1923-27年 | GBP 215、シャシのみ                                           | クライノー製ギアボックス                                                                                            |
| Clyno 12/35                | 1593 cc 4気筒サイドバルブ                 | 2,000台            | 1928年    | GBP 157                                                       | 12ボルト電源 |
| Clyno Nine                 | 951 cc 4気筒サイドバルブ                  | 300台              | 1928年    | GBP 145（4シートツアラー）、GBP 160（ファブリックサルーン）。 | 3速ギアボックス。ファブリックサルーン。                                                                             |

### 衰退
記録的な売り上げとブッシュベリーの新工場にもかかわらず、1927年のクライノーの財政状況は不安定であった。会社は資本不足であり、ブッシュベリー工場の土地購入のために借り入れた銀行からの借入金で乗り切ってきていた。競合他社と歩調を合わせるためにクライノーの製品構成を更新する必要があったが、ブッシュベリーへの移転により生産数が減少した。これにもかかわらず、クライノーはより安価なモデルを生産する試みと続け、小型の布製ボディを持つ排気量951 ccの「Nine」をわずか160ポンドの小売価格で1928年に発売した。

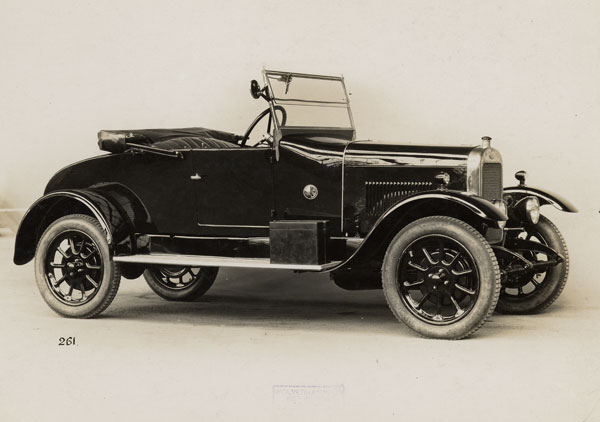
1928年式クライノー・2シーター自動車

経費を最小化しようとして、クライノーは長年のパートナーのルーツとの契約を終わらせ、コヴェントリー・クライマックス製エンジンの使用を止めてヒルマン設計のエンジンを採用することにしたが、これがクライノー社の終焉を早めた。これらの手立ての反動として、クライノーの「Century」モデルは失敗に終わり、これが事実上会社に終焉を告げた。
「Century」モデルはモーリス・マイナーのわずか1週間後に発表されたため、その開発は進行中のモーリスとの価格戦争の一部であったように見えた。しかしながら、売り上げは伸びず、「Century」モデルはわずか300台しか生産されなかった。「Century」モデルは112.20ポンドでの販売が意図されたが、ディーラーの利益幅が完全に圧迫されたこの価格はクライノーの新ディーラーを苦しめた。批評的には、「Century」は安っぽく手抜きと見なされ、「cemetery（墓地）」というありがたくないあだ名を付けられた。1920年代末の不況、そしてオースチン・7やモーリス・マイナーとの過酷な競争は深刻な販売不振を引き起こし、会社は破産の危機を迎えた。
クライノーはモーリスとの価格戦争に敗れており、モーリスが提供できた価値と性能の両方を提供することができなかった。生産経費は必要最小限に切り詰められており、これは価格面ではもう打つ手がないことを意味した。「Century」の失敗によって、事業の資金を得るための頼みの綱であったクライノーの評判は破壊された。クライノーのモデルを改善するための余地はほとんどなく、資金はただちに枯渇し始めた。1929年2月11日に管財人が指名され、9月に会社が清算され、20年の自動車生産の歴史に終止符が打たれた。
クライノー社の資産は最終的にBirmingham company R.H. Collierによって取得されたが、「Nine」の設計はA.G. Boothによって地元ウルヴァーハンプトンの製造会社AJSに引き継がれた。
しかしながら、クライノーのウルヴァーハンプトン工場は80年以上も存続し、現在は建物を拡張したエンジニアリング会社によって使用されている。
不運なことに、「Fort Works」として知られている古いスティーブンズ工場の正面は現存しているものの、「Ashes」や「Tower Works」として知られている工場の他の面は解体された。ブッシュベリー工場はなくなって久しい。